# Monte Sette Fontane
Il Monte Sette Fontane (781 m s.l.m.) è un monte situato nelle Alpi liguri alle spalle dell'abitato di Castellaro in provincia di Imperia.

## Caratteristiche
L'altezza massima è di 781 m, il nome deriva dalla presenza di varie sorgenti che insieme a una morfologia quasi pianeggiante della sommità ne fanno un habitat ideale per la pastorizia. Da notare la presenza di numerose "caselle", costruzioni circolari in pietra a secco, che in passato servivano da ricovero durante il lavoro nei campi.